# Дудовац
Дудовац (Broussonetia papyrifera (L.) L'Hert. еx Vent.) први је описао Лине као врсту дуда Morus papyrifera Linnaeus, Sp. Pl. 2: 986. 1753; Ху Ксиансу (胡先驌) даје назив Smithiodendron artocarpioideum Hu. Данашњи назив род је добио по француском природњаку Брусонеу (Pierre Marie Auguste Broussonet, 1761-1807). Године 1798. Ортега је безуспешно покушао да у славу Брусонеа данашњем роду Sophora да назив Broussonetia, а Лерите (Charles Louis L'Héritier de Brutelle, 1746–1800) 1799. у томе успева дајући назив роду из фамилије Moraceae. Епитет врсте значи она која носи папир (папироносна). Кинески назив је гоу шу (构树), а у српском се назива и папирасти дудовац, јапански дуд, морски дуд, папирни дуд, папирњак, смоковача, брусонеција

## Ареал
Природно је распрострањена у источној Азији у Кини, Јапану, Тајвану, Кореји, Лаосу, Камбоџи, Тајланду, Бурми, Вијетнаму, Индији и Пацифичким острвима. Интродукована је широм света у северну и средњу Европу, Медитеран, Африку, Јужну Америку, Аустралију и Нови Зеланд. У Србији постоје само мушки примерци, а врста је интродукована крајем XIX века.

## Опис врсте
Листопадно дводомо дрво које достиже висину до 10–20 m и пречник дебла до 40 сm. Круна је густа и правилна. Кора дебла дуго времена глатка, касније пругаста, вишебојна зеленосива до сивоцрна. Гранчице густо длакаве. Коренов систем веома разгранат и плитак па може да страда од ветроизвала при јаким ветровима.
Листови су спирално распоређени, променљивог облика (чак и на истој грани), често несиметрични по ободу круне, цели овално јајасти до издужено елиптични, на врху зашиљени, по ободу двоструко тестерасти, у основи асиметрично срцасти, без режњева или са 3-5 дубоких режњева. Лиска дуга 6-18 сm, широка 5–9 cm, тамнозелена и грубо кожаста на лицу, на наличју фино длакава, са 6 до 7 бочних нерава са обе стране главног. Лисна дршка 2,3–8 cm.
Мушки цветови са четворозубом чашицом и лоптастим антерама су груписани у издуженим цвастима – длакавим ресама 3–8 cm дугим са ланцетастим приперком.
Женски цветови четворочлани слободаног перијанта са јајастим плодником и линеарним длакавим жигом у лоптастим цвастима пречника 2 сm. Цвета у априлу и мају после олиставања.
Плод је скупна, наранџастоцрвена, сочна дудиња, пречника 1,5–3 cm, на дугој петељци; врло је слатак и није јестив али је важна храна за дивље животиње. Сазрева у јуну-јулу. У Србији плодоношења нема јер нема женских стабала.

## Биоеколошке карактеристике
Природно се јавља у близини воде, на влажном, добро дренираном земљишту али успева и на много влажнијем. Добро подноси и сушу. Успева на већини типова земљишта, укључујући кречњачка. За успешан развој потребна је топлија клима. У местима са хладнијом климом изданци страдају од раних јесењих и касних пролећних мразева, али се успешно регенерише јер има изражену изданачку снагу. До десете године нарасте до 8 m. Ретко живи дуже од 140 година. Врста је остељива на недостатак гвожђа, при узгајању на алкалним земљиштима долази до хлорозе услед недостатка овог елемента који у оваквим условима постаје недоступан. 

## Значај
Користи као украсно дрво због брзог раста, отпорности на негативне услове средине и лаке производње у расаднику, али треба га користити ограничено због потенцијалне инвазивности. Када се настани на неко станиште, може брзо да га угрози јер постаје врло инвазивна и мења природни екосистем. Ово је утврђено на многим подручјима, укључујући делове Латинске Америке, САД и јужне Азије, а посебно изражено у близини Исламабада, где је врста уведена због својих декоративних вредности, а сада је потиснула аутохтону вегетацију до алармантних размера. Брусонеција потискује домаћу флору јер усваја велике количине воде и онемогућава опстанак осталим биљкама. У Подгорици је утврђено да потискује чак и кисело дрво.
Може да буде опасан алерген и да изазове озбиљне проблеме код становника у периоду цветања јер може да произведе и до 40 000 поленових зрна по m³. Корен је агресиван и може да се пробија кроз плочник и изазива оштећења подземних инсталација. 
Унутрашњи део коре је састављена од веома јаких влакана која се користите за прављење висококвалитетног папира и за производњу тканина. Дрво се употребљава за намештај, а лист, плод и кора се користе у фармацији. Листове и гранчице једу јелени, па ово дрво понекад зову „јеленово дрво”. На одрезаним деловима стабла и грана лучи се веома лепљив сок који садржи латекс.

## Размножавање
У нашим условима размножава се искључиво вегетативно, коренским избојцима, полегањем као и ожиљавањем резница које се узимају са младих изданака у јуну или јулу. Резница треба да има 2 - 3 листа и пупољке у њиховој основи. Ожиљавање је боље ако се уклони део коре у основи и користи хормон за ожиљавање.
Семе обично клија одмах по сазревању, епигеично и до краја лета клијавац има формирано стабаоце са неколико листова.